# トヨタ・M型エンジン
トヨタ・M型エンジン（トヨタ・Mがたエンジン）は、トヨタ自動車（1981年以前はトヨタ自動車工業）が1965年から1993年まで製造していたエンジンである。代表的な搭載車はクラウン、2000GT、マークII、セリカXX、スープラ、ソアラ。

## 概要
1965年からトヨペット・クラウン用エンジンとして製造されたトヨタ自動車を代表する直列6気筒クロスフローエンジン。
トヨタ自動車のエンジン型式の中ではK型エンジンやR型エンジンに次いで屈指の長い製造期間を誇るエンジンであり、バリエーションもクロスフロー12バルブSOHCから24バルブDOHCまでさまざまである。
トヨタ自動車史上初のSOHCのM型、ヤマハ発動機と共同開発したトヨタ自動車史上初のDOHCの3M型、トヨタ自動車が初めて単独で開発したDOHCの5M-GEU型などM型エンジンを代表するラインナップも豊富であり長い間トヨタ自動車の主力エンジンとして熟成されてきた。1991年に7M-GEを除いて全てのM型エンジンが製造を終了し、後継のトヨタ・JZエンジンに主力エンジンの座を譲り渡した。

## 系譜
- エンジン型式一覧の自動車用エンジンの系譜を参照。

## 型式一覧
| エンジン名 | 基本仕様     | 備考 |
| ---------- | ------------ | --- |
| M          | 2,000cc SOHC | 標準型（1965年のS40系クラウンが初搭載となる）                                                                                      |
| M-B        | 2,000cc SOHC | SUツインキャブ ハイオク仕様 |
| M-BR       | 2,000cc SOHC | SUツインキャブ レギュラー仕様 |
| M-C        | 2,000cc SOHC | 低圧縮型 |
| M-D        | 2,000cc SOHC | 2バレルツインキャブ -トヨタ博物館所蔵                                                                                              |
| M-E        | 2,000cc SOHC | EFI（シリーズ初の電子制御燃料噴射装置付き）-トヨタ産業技術記念館 2F 所蔵                                                           |
| M-U        | 2,000cc SOHC | 51、53年排ガス対策車、LPG仕様もあり(M-PU)当初は「M-U LPG仕様」と呼ばれていた。                                                     |
| M-EU       | 2,000cc SOHC | EFI 53年排ガス対策車 -トヨタ産業技術記念館 1F所蔵                                                                                  |
| M-TEU      | 2,000cc SOHC | EFI ターボ付き。ソアラ、セリカXX等に搭載                                                                                           |
| M-J        | 2,000cc SOHC | 54年排ガス対策車 MS87,MS117（クラウンバン）に搭載                                                                                  |
| M-P        | 2,000cc SOHC | LPG 主にMS120/MS130系クラウンに搭載                                                                                                |
| 2M         | 2,300cc SOHC | 2バレルシングルキャブレター 輸出用クラウン、コロナマークIIに搭載                                                                   |
| 2M-B       | 2,300cc SOHC | ソレックスツインチョーク3連キャブレター 北米輸出用2000GTに搭載。製造は9基のみと云われているが、実際の車両の市販には至らなかった。  |
| 3M         | 2,000cc DOHC | 2000GT専用かつトヨタ史上初のDOHCエンジン。しかし2代目コロナマークⅡMX10.20系にマークⅡGTと言うグレードを設けて搭載する計画があった。 |
| 4M         | 2,600cc SOHC | MS75クラウン等に搭載。トヨタのエンジン系列上は2Mの後継に位置付けられている。                                                       |
| 4M-U       | 2,600cc SOHC | 51年排ガス対策車。クラウン、マークII、セリカXXに搭載                                                                               |
| 4M-E       | 2,600cc SOHC | EFI 輸出用 |
| 4M-EU      | 2,600cc SOHC | EFI 53年排ガス対策車。クラウン、マークII、セリカXXに搭載                                                                           |
| 5M         | 2,800cc SOHC | 2バレルシングルキャブレター 一般国輸出仕様のクラウンに搭載                                                                         |
| 5M-EU      | 2,800cc SOHC | EFI 53年排ガス対策車。クラウン、マークII、セリカXXに搭載                                                                           |
| 5M-GEU     | 2,800cc DOHC | EFI 初代ソアラが初搭載 |
| 6M-GEU     | 3,000cc DOHC | EFI MS120系クラウン後期型に初搭載                                                                                                  |
| 7M-GE      | 3,000cc DOHC | EFI 1気筒あたり4バルブ化及び燃焼室形状がそれまでの多球形からペントルーフ燃焼室に変わる。                                           |
| 7M-GTEU    | 3,000cc DOHC | EFI ターボ付き M型エンジンの最終進化型                                                                                             |

## ボア×ストローク

### M・3M
- 75.0mm×75.0mm

### 2M
- 75.0mm×85.0mm

### 4M
- 80.0mm×85.0mm

### 5M
- 83.0mm×85.0mm

### 6M・7M
- 83.0mm×91.0mm

## 搭載車種詳細

### M - 2,000cc
エンジンの重量：200kg
トヨタ初のSOHCエンジン
- （初）2代目クラウン（MS40）

### M-B - 2,000cc
- 1,988cc 圧縮比 8.8
- 92kW(125PS)/5,800rpm 162Nm(16.5kg-m)/3,800rpm
- （初）2代目クラウンS（MS41S）
- 3代目クラウンS（MS50S)・ハードトップSL(MS51)
- 1.988cc 圧縮比 9.7（ハイオク仕様）
- 96kW(130PS)/6,000rpm 167Ｎm(17.0kg-m)/4,400rpm
- 4代目クラウンセダンSL（MS60）・ハードトップSL(MS70)

### M-BR - 2,000cc
M-Bのレギュラーガソリン仕様
- 1,988cc 圧縮比 8.7
- 92kW(125PS)/6,000rpm 162Nm(16.5kg-m)/4,400rpm
- 4代目クラウンセダンSL（MS60）・ハードトップSL(MS70)

### M-C - 2,000cc
- 1,988cc 圧縮比 8.0 - 8.7
- 74kW(100PS)/5,200rpm 152Nm(15.5kg-m)/3,600rpm
- 85kW(115PS)/5,600rpm 162Nm(16.5kg-m)/3,800rpm
- 3代目クラウンオーナーデラックス（MS50B）・スタンダード（MS50）・ハードトップ(MS51)
- 5代目クラウン (MS80)

### M-D - 2,000cc
- 1,988cc 圧縮比 8.8 - 9.0
- 81kW(110PS)/5,600rpm 157Nm(16.0kg-m)/3,600rpm
- 85kW(115PS)/5,800rpm 157Nm(16.0kg-m)/3,600rpm

M-Cのツインキャブレター仕様。
- 3代目クラウンスーパーデラックス（MS50F)
- 4代目クラウン (MS60G)

### M-E - 2,000cc
- 1,988cc 圧縮比 8.7

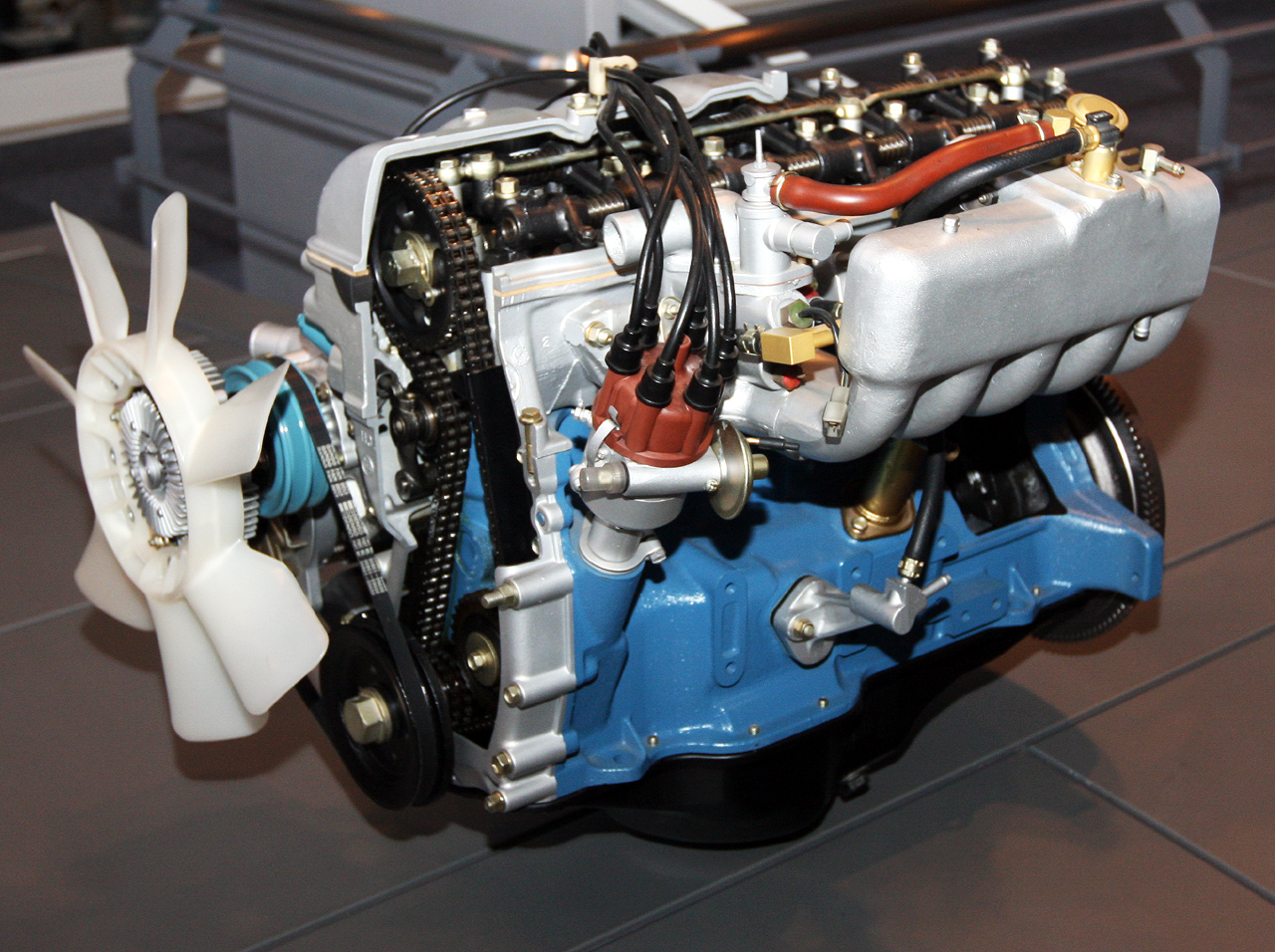
M-Eのカットモデル

- 99kW(135PS)/6,000rpm 172Nm(17.5kg-m)/4,400rpm

電子燃料噴射装置（EFI）仕様
- 2代目マークII（MX10/20）
- 5代目クラウン (MS80)

### M-U - 2,000cc
- 1,988cc 圧縮比 8.6
- 81kW(110PS)/5,600rpm 157Nm(16.0kg-m)/3,800rpm

昭和50年度排出ガス規制に対応するため触媒が組み合わされる。
M-Eまでの形式から大幅なモデルチェンジが行なわれている。
昭和51年排ガス規制対応用と昭和53年排ガス規制対応で形式名は変更されていないがキャブレター、カム、電気制御方式が異なり、内容的には別のエンジンである。
- 5代目クラウン（MS100系）
- 3代目マークII/初代チェイサー（MX30-昭和51年排ガス規制対応/MX40-昭和53年排ガス規制対応）

### M-EU - 2,000cc
電子燃料噴射装置（EFI）仕様かつ昭和53年度排出ガス規制に対応するため触媒が組み合わされたもの。
53年排ガス対策車に採用
- 3代目マークII L/LG/LGツーリング/2000グランデ、初代チェイサー SXL/SGS/SGツーリング （MX40/41）
- 初代セリカXX 2000G 2000S 2000L（MA45）

### M-TEU（M-TE） - 2,000cc
- 1,988cc 圧縮比 7.6-8.0
- 107kW(145PS)/5,600rpm、211Nm(21.5kg・m)/3,000rpm （インタークーラーなし）
- 118kW(160PS)/5,400rpm、230Nm(23.5kg・m)/3,000rpm （水冷式インタークーラー付）

トヨタ初のターボエンジン
- (初)6代目クラウン 2000スーパーサルーンターボ (MS110)
- 初代ソアラ 2000VIIターボ 2000VRターボ 2.0ターボ (MZ10)
- 2代目セリカXX 2000Gターボ 2000Sターボ (MA60)
- 初代クレスタ 2000スーパールーセントターボ (MX51)
- 4代目マークII 2000グランデターボ 2000LGツーリングターボ (MX61)
- 2代目チェイサー 2000ターボ・アバンテ 2000ターボ・SGツーリング (MX61)
- 7代目クラウン 2000ターボ・スーパーエディション 2000ターボ・スーパーサルーンエクストラ(MS120)
- 2代目クレスタ 2000スーパールーセントターボ (MX71)
- 5代目マークII 2000グランデターボ (MX71)
- 3代目チェイサー 2000ターボ・アバンテ (MX71)

### M-PU（M-P） - 2,000cc
- 1,988cc
- 70kW(95PS)/5,200rpm 147N・m(15.0kg・m)/3,000rpm <グロス値>
- 60kW(82PS)/4,800rpm 135N・m(13.8kg・m)/3,000rpm <ネット値>

LPGエンジン
- クラウンセダン（1967-75年、1977-89年）
- マークII（1978-79年：C-MX30）（1980-84年：E-MX60）

### M-J - 2,000cc
- 1,988cc 圧縮比 8.6
- 81kW(110PS)/5,600rpm 157Nm(16.0kg-m)/3,800rpm
- クラウンバン (MS117V)

### 2M - 2,300cc
- 2,253cc 圧縮比8.8

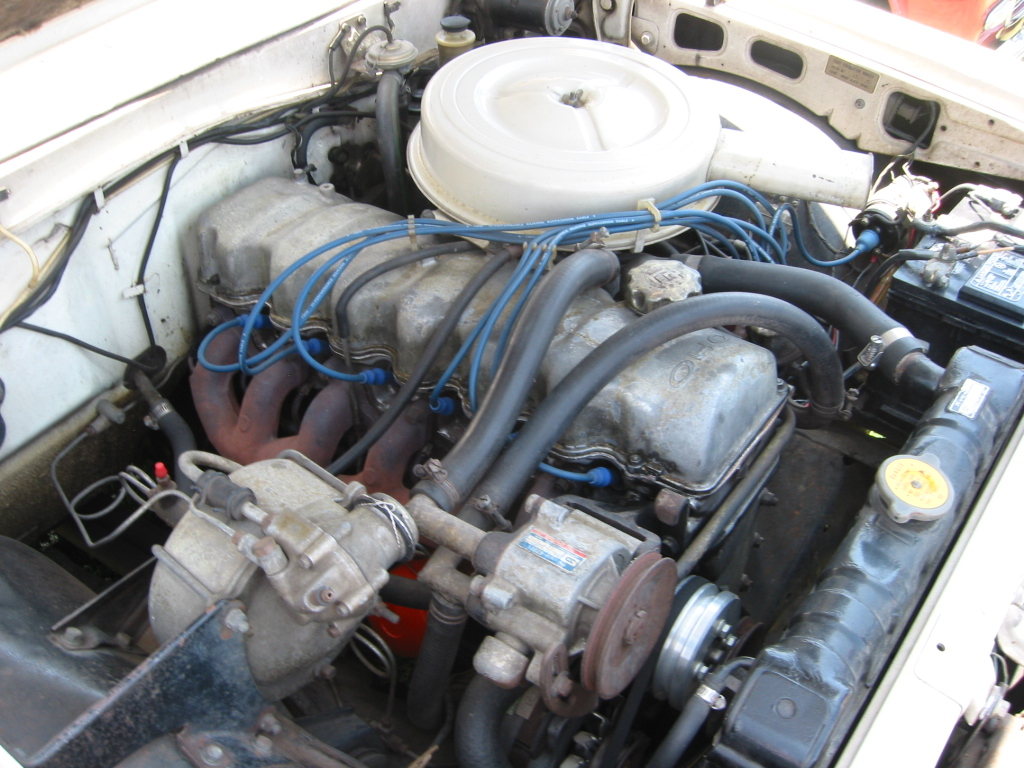
大洋州向け仕様の2代目クラウンに搭載された2M

- 86kW(115PS)/5,200rpm 173Ｎｍ(17.6kg-m)/3,600rpm
- （初）トヨタ・クラウン(MS45R)輸出用
- トヨタ・クラウン(MS55R) 輸出用
- トヨタ・クラウン(MS55E) トヨタパトロール (クラウンパトカー)
- トヨタ・クラウン バン(MS56VB) (クラウン救急車)
- コロナマークII（MX12L(R)/22L(R)) 輸出用

本来は輸出用ではあるが日本国内ではクラウンの救急車およびパトカーに搭載されていた。救急車に関しては車重が約2トン近くあるメトロポリタン型救急車にはランドクルーザー用の3.9LのF型直列6気筒が搭載されていた。更にパトカーに関してはこの2M型が登場する前はほぼ全ての6気筒モデルに関してはメトロポリタン型救急車同様のエンジンが搭載されていた。なお救急車関連に関しての2M型搭載車はどちらか言えば救急車より血清や血液搬送車両に多く見られた。

### 2M-B - 2,300cc
- 2,253cc 圧縮比9.0

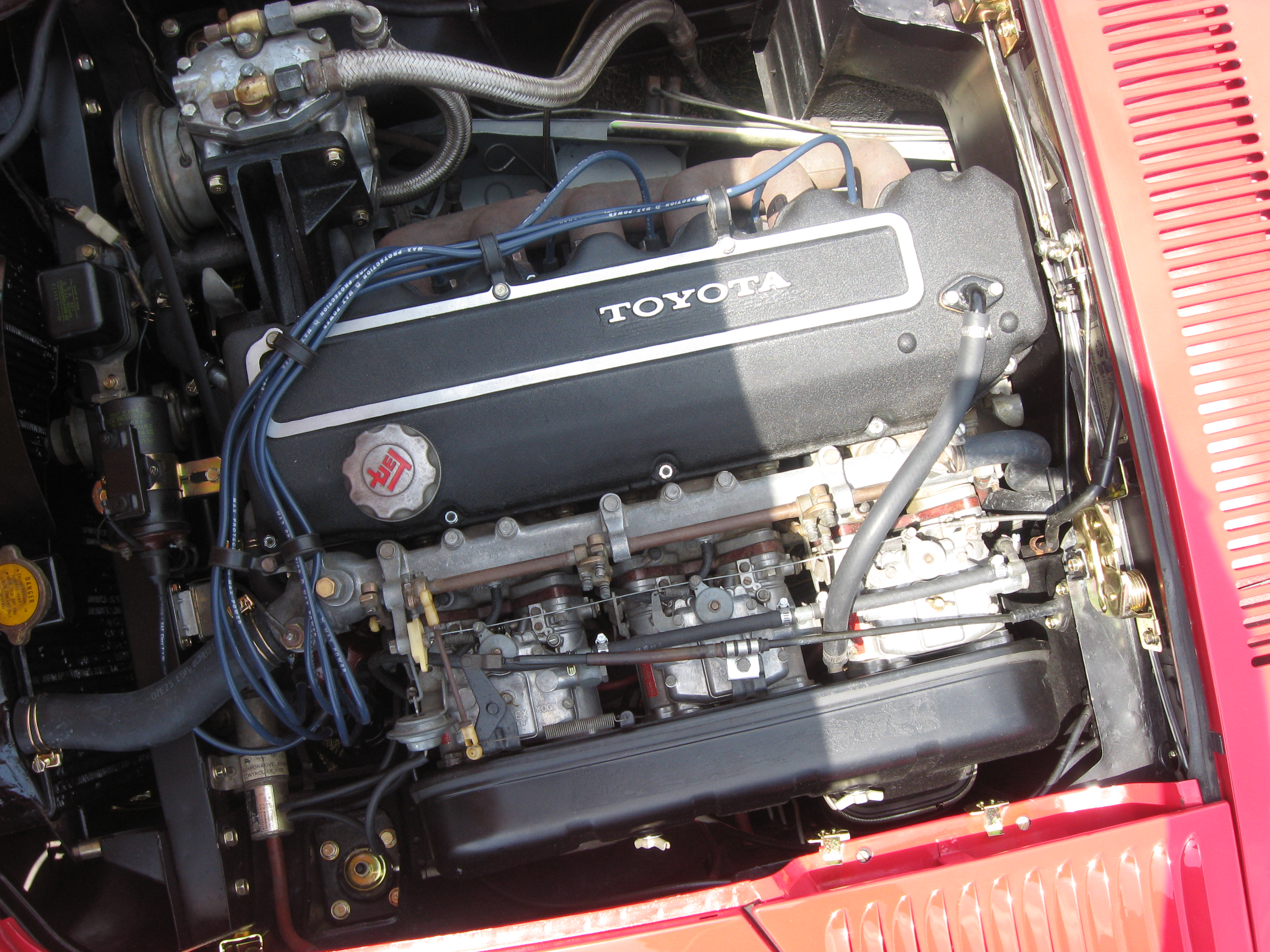
2M-B

- 103kW(140PS)/5,800rpm 201Nm(20.5kg-m)/3,800rpm
- （初）トヨタ・2000GTの2300ccエンジン搭載試作車（MF12L）
- 上記の2M型との共通部品はシリンダーブロック以外ほとんど共通部品がなく、シリンダーヘッド周り、カムシャフト、ピストン、コンロッド、クランク、クランクシャフト等は全てこのエンジンのための専用設計となる[要出典]。開発の経緯については輸出先となる北米で3M型DOHCエンジンのメンテナンスが行き届かないのではないかと言う懸念があったため、ヤマハ発動機の提案で開発されたエンジンである。なおこのエンジンは当時全世界で車の排気ガスによる大気汚染問題、つまりマスキー法（排ガス規制）に対処するために排気側に2次エアー導入の配管を設けていた。これはただ単に排気ガスに空気を混ぜて排気ガスの濃度を下げるためだけの機能しか持っていなかった[要出典]。

### 3M - 2,000cc
- 1,988cc 圧縮比 8.4

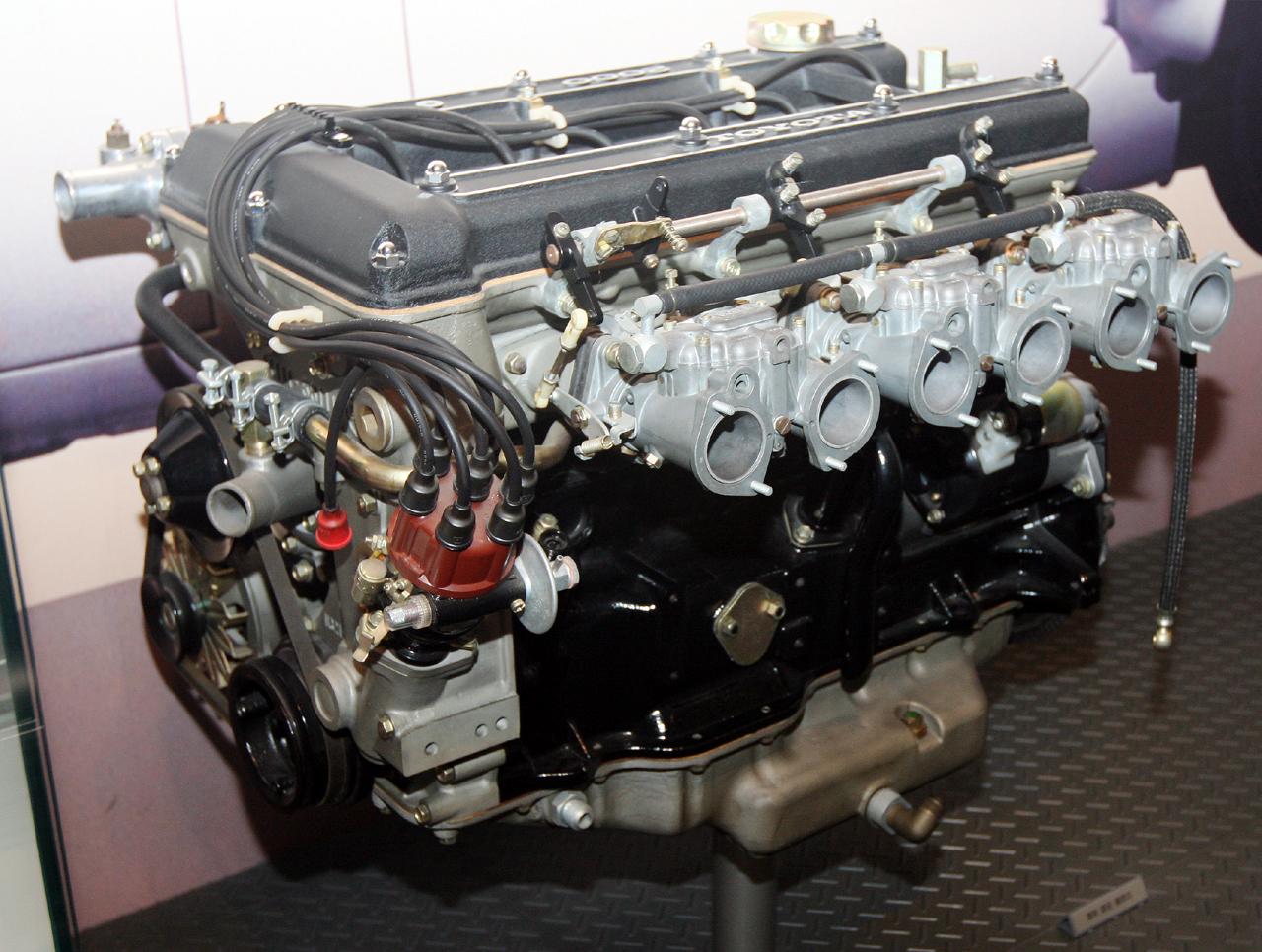
3M

- 111kW(150PS)/6,600rpm 177Nm(18.0kg-m)/5,000rpm

トヨタ初のDOHCエンジン
- （初）トヨタ・2000GT(MF10)（MF10L）(MF10-C)

### 4M - 2,600cc
- 2,563cc 圧縮比 8.5

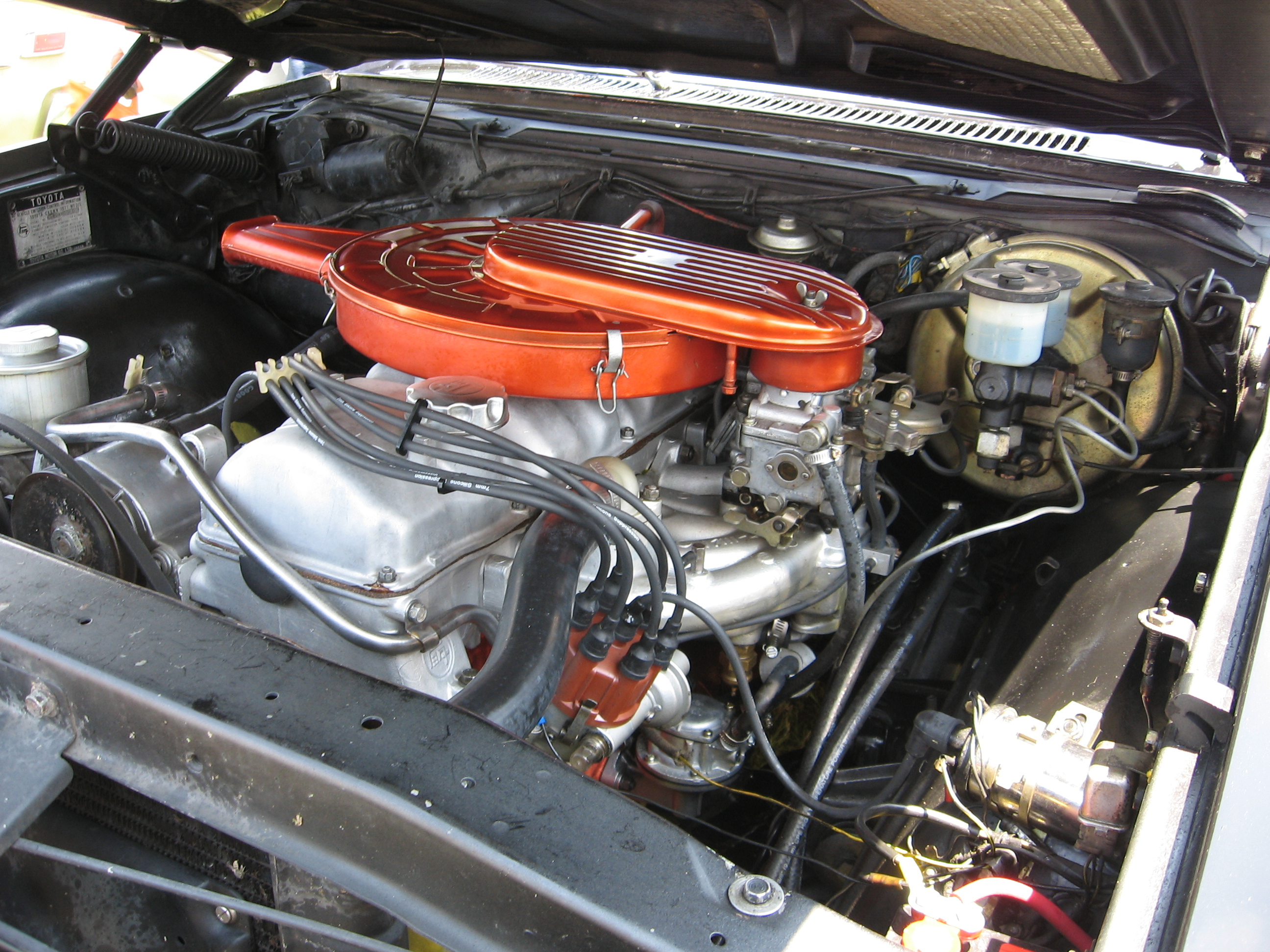
4M

- 96kW(130PS)/5,200rpm 197Nm(20.0kg-m)/3,000rpm
- 4代目クラウン（MS65.75）前期型

なお、1972年5月以降製造のM型系エンジン (2Lも含めて) は燃焼効率を高めるため、燃焼室が半球形から多球形へと変更。

### 4M-U - 2,600cc
- 2,563cc 圧縮比 8.5
- 99kW(135PS)/5,400rpm 201Nm(20.5kg-m)/3,000rpm
- 4代目クラウン（MS65.75）後期型
- 3代目マークII 2600グランデ (MX33)

### 4M-EU - 2,600cc
- 2,563cc 圧縮比 8.5
- 103kW(140PS)/5,400rpm 211Nm(21.5kg-m)/3,000rpm
- 3代目マークII2600グランデ (MX43)
- 初代セリカXX 2600G (MA46)
- 初代スープラ (セリカXXの海外輸出仕様)

### 5M - 2,800cc
- 2,759cc
- 89.5kW(122PS)/5,000rpm 197Nm(20.0kg-m)/3,200rpm
- クラウン輸出仕様車（MS112、MS122、MS132）

### 5M-EU - 2,800cc
- 2,759cc 圧縮比 8.8
- 107kW(145PS)/5,000rpm 231Nm(23.5kg・m)/4,000rpm
- （初）クラウン 2800スーパーサルーン 2800ロイヤルサルーン (MS112)
- 初代セリカXX 2800G (MA56)
- 4代目マークII 2800グランデ (MX63)
- クラウンパトロールカー（MS122Z）

### 5M-GEU - 2,800cc
- 2,759cc 圧縮比 8.8-9.2
- 125kW(170PS)/5,600rpm 236Nm(24.0kg・m)/4,400rpm
- 129kW(175PS)/5,600rpm 240Nm(24.5kg・m)/4,400rpm

トヨタ初の自社単独開発DOHCエンジンかつ日本初の2000ccオーバー、大排気量DOHCエンジン、世界初のラッシュアジャスターつきDOHCエンジンである。またこれ以降のM型DOHCエンジンから後継機のJZ型DOHCエンジンは全てトヨタ製のDOHCである。
- （初）初代ソアラ 2800GT 2800GTエクストラ 2800GTリミテッド (MZ11)
- 2代目スープラ・セリカXX 2800GT (MA61)
- 6代目クラウン 2800ロイヤルサルーン (MS112)
- 7代目クラウン 2800ロイヤルサルーン 2800ロイヤルサルーンG (MS123)
- 2,3代目 クレシーダ

### 6M-GEU - 3,000cc
- 2,954cc 圧縮比 9.2
- 140kW(190PS)/5,600rpm 259Nm(26.5kg・m)/4,400rpm
- 7代目クラウン 3000ロイヤルサルーン ロイヤルサルーンG (MS125)
- 初代ソアラ 3.0GT 3.0GTリミテッド (MZ12)

### 7M-GE - 3,000cc
- 2,954cc 圧縮比 9.2-9.8

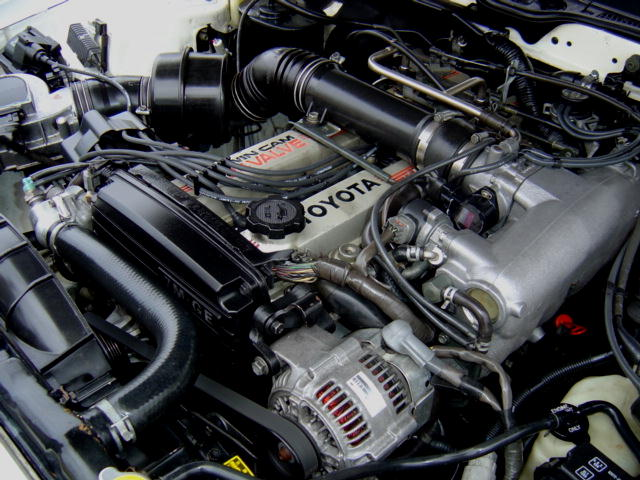
3代目クレスタに搭載された7M-GE

- 140kW(190PS)/5,600rpm 255Nm(26.0kg・m)/3,600rpm（レギュラーガソリン）
- 147kW(200PS)/5,600rpm 265Nm(27.0kg・m)/3,600rpm（プレミアムガソリン）
- 8代目クラウン 3.0アスリートL 3.0ロイヤルサルーン 3.0ロイヤルサルーンG (MS135/137)
- MX83型マークIIBros.
  - 6代目マークII 3.0グランデG (MX83-A)
  - 4代目チェイサー 3.0アバンテG (MX83-B)
  - 3代目クレスタ  3.0スーパールーセントG (MX83-C)
  - 4代目クレシーダ（輸出仕様）
- 3代目トヨタ・スープラ （MA70）※輸出用

### 7M-GTEU（7M-GTE） - 3,000cc
- 2,954cc 圧縮比 8.4

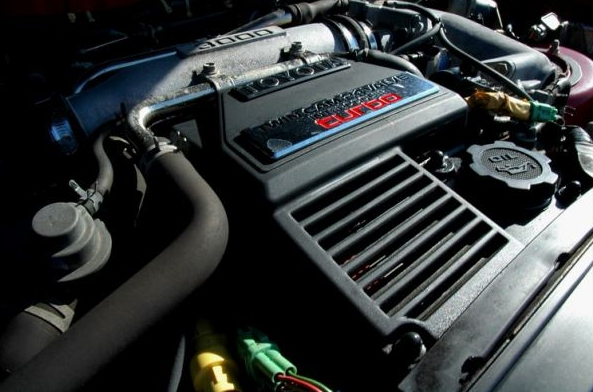
7M-GTE（7M-GTEU）

- 169kW(230PS)/5,600rpm 323Nm(33.0kg・m)/4,000rpm (レギュラーガソリン仕様)
- 177kW(240PS)/5,600rpm 343Nm(35.0kg・m)/3,200rpm (ハイオク仕様)
- 199kW(270PS)/5,600rpm 358Nm(36.5kg・m)/4,400rpm (スープラGTターボAのみ)
- 2代目ソアラ 3.0GT、3.0GTリミテッド、3.0GTエアロキャビン (MZ20/21)
- 3代目スープラ 3.0GT、3.0GTリミテッド、3.0GTターボA（MA70）

※最大出力、最大トルクの表記について。7M系はネット値での表記。なお他の形式はすべてグロス値表記。※M-PUについては両方表示。